# Anilicoides
Anilicoides is een geslacht van kevers uit de familie  
kniptorren (Elateridae).
Het geslacht is voor het eerst wetenschappelijk beschreven in 1893 door Candèze.

## Soorten
Het geslacht omvat de volgende soorten:
- Anilicoides depressus Candèze, 1893
- Anilicoides haemorrhoidalis (Candèze, 1889)